# 假髮魔女
《假髮魔女》（羅馬化：Pom Arthun），是一部1989年由康塔納集團製作，塔薩尼·瓊哈婉與阿堤瓦·薩尼翁·那·阿育他亞領銜主演的驚悚復仇劇。1989年3月2日至1989年4月28日於泰國第5電視台首播。
2020年，康塔納集團子公司D One TV再度翻拍此劇，並由阿努瓦·塔諾姆羅德執導，芘查卡娜·翁薩拉塔納辛、邁蘇·君讓迪功及拉妮達·德查希領銜主演。2020年1月13日至3月2日在泰國第3電視台首播，全劇共15集。

## 劇情簡介

1989年原版劇集海報

著名女模特兒Kesinee意外墜樓身亡，她的頭髮被仇人剪去製作假髮，奇怪的是每個戴這頂假髮的人都成為神秘事件的受害者。Kesinee最好的朋友Mintra和Kawin試圖找出她意外逝世的真相，但一路上卻碰到層層阻礙。

## 演員陣容
註：括號內的演員姓名為小名。

### 主要演員
| 角色 （泰文） | 角色 （羅馬拼音） | 首播年份                  | 首播年份              |
| 角色 （泰文） | 角色 （羅馬拼音） | 2000年                    | 2020年                |
| ------------- | ----------------- | ------------------------- | --------------------- |
| เกศินี （เก）   | Kesinee （Ke）    | 塔薩尼·瓊哈婉             | 芘查卡娜·翁薩拉塔納辛 |
| กวิน           | Kawin             | 阿堤瓦·薩尼翁·那·阿育他亞 | 邁蘇·君讓迪功         |
| มินตรา         | Mintra            |                           | 拉妮達·德查希         |

## 外部連結
- 《假髮魔女1989》MyDramaList上的劇情簡介 （页面存档备份，存于）（英文）
- 《假髮魔女2020》MyDramaList上的劇情簡介 （页面存档备份，存于）（英文）
- 豆瓣电影上《假髮魔女2020》的資料 （简体中文）